# Cyrtophora petersi
Cyrtophora petersi är en spindelart som beskrevs av Karsch 1878. Cyrtophora petersi ingår i släktet Cyrtophora och familjen hjulspindlar.
Artens utbredningsområde är Moçambique. Inga underarter finns listade i Catalogue of Life.